# (31221) 1998 BP26
1998 بي بي 26 (ويعرف أيضًا باسم (31221) 1998 بي بي 26 وفق تسمية الكوكب الصغير) (بالإنجليزية: 1998 BP26)‏ هو كويكب ضمن حزام الكويكبات؛ وترتيبه 31221 من حيث الاكتشاف.
اكتُشف هذا الجُرم الفلكي بواسطة تعقب الأجرام القريبة من الأرض في 28 يناير 1998.

## وصلات خارجية
- (31221) 1998 BP26 في قاعدة بيانات مختبر الدفع النفاث لأجرام النظام الشمسي الصغيرة

- الاكتشاف · مخطط المدار ·  العناصر المدارية · المعلمات المادية

- (31221) 1998 BP26 على موقع ويكي سكاي: DSS2, SDSS, GALEX, IRAS, Hydrogen α, X-Ray, Astrophoto, Sky Map, Articles and images